# Rebecca Masika Katsuva
Rebecca Masika Katsuva, née le 26 mai 1966, morte le 2 février 2016, originaire de la République démocratique du Congo, est une militante des droits humains, luttant contre le viol comme arme de guerre, et venant en aide aux victimes d’agressions sexuelles. Elle a fondé l'Association des Personnes déshéritées unies pour le développement (APDUD) et a défendu les droits des survivants d’agressions, y compris des enfants, dans la région du Sud-Kivu en RDC.

## Biographie
Elle est née en mai 1966, dans le Sud-Kivu, une région frontalière avec le Rwanda, le Burundi et la Tanzanie.  Cette région subit les conflits qui se succédent à la fin des années 1990, notamment la première guerre du Congo, puis la deuxième.  Elle épouse Bosco Katsuva, un commerçant. Ils ont un style de vie confortable de classe moyenne.
Durant la deuxième guerre du Congo, des agresseurs font irruption à leur domicile, tue son mari et l'agresse sexuellement, elle et ses filles. Elle est violée à plusieurs reprises. Ses filles tombent enceintes à la suite de ces agressions. Rebecca Masika Katsuva et ses filles sont reniées par les proches de son mari.  Pour autant, l'année suivante, elle décide d’ouvrir sa maison comme une sorte de centre de refuge pour les survivants de viols en zone de guerre et leurs familles. Elle se rend dans les villages attaqués et s’efforce de venir en aide aux survivants. Elle loue un champ, où elle commence à travailler avec une partie des personnes à qui elle est venue en aide. Elle adopte 18 enfants, nés de mères qui ont été agressées sexuellement.
En 1999, elle fonde un centre d'écoute dans sa maison en RDC, située dans une région isolée et en proie aux conflits. Elle rebaptise son centre l'Association des personnes déshéritées unies pour le développement (APDUD) ,en 2002. Le centre sert de refuge pour les femmes qui se remettent d'actes de violence. Elle vient ainsi en aide à des milliers de survivantes de viol.
Elle meurt le 2 février 2016, à la suite de complications dues à la malaria, à l'âge de 50 ans.

## Distinction
En avril 2010, Rebecca Masika Katsuva reçoit le prix Ginetta Sagan 2010 pour les droits des femmes et des enfants, une distinction décernée par  Amnesty International USA,.